# Wahlkreis Udine (Camera dei deputati)
Der Wahlkreis Pordenone ist seit 2017 ein Wahlkreis (italienisch collegio elettorale) für die Wahl der Abgeordnetenkammer.

## Von 1993 bis 2005

### Wahlkreisgebiet
Zum Wahlkreis gehören 2 Gemeinden: Tavagnacco und Udine.

### Wahlergebnisse

#### Parlamentswahl 1994

##### Direktstimmen
| Kandidaten               | Kandidaten             | Parteien                                 | Stimmen | %    |
| ------------------------ | ---------------------- | ---------------------------------------- | ------- | ---- |
|                          | Roberto Asquinigewählt | Polo delle Libertà (FI – LN – CCD – UDC) | 35.013  | 42,0 |
|                          | Guglielmo Spadetto     | Alleanza dei Progressisti                | 18.903  | 22,7 |
|                          | Eugenio Del Piero      | Patto per l’Italia                       | 13.733  | 16,5 |
|                          | Giancarlo Casula       | Alleanza Nazionale                       | 11.334  | 13,6 |
|                          | Giovanni Cucci         | Lista Marco Pannella – Riformatori       | 4.464   | 5,3  |
| Gesamt                   | Gesamt                 | Gesamt                                   | 83.447  | 100  |
|                          |                        |                                          |         |      |
| Ungültige Stimmen        | Ungültige Stimmen      | Ungültige Stimmen                        | 3.820   | 4,4  |
| Wähler                   | Wähler                 | Wähler                                   | 87.267  | 91,4 |
| Wahlberechtigte          | Wahlberechtigte        | Wahlberechtigte                          | 95.443  |      |
|                          |                        |                                          |         |      |
| Quelle: Innenministerium |                        |                                          |         |      |

##### Listenstimmen
| Parteien                             | Parteien                     | Parteien                           | Stimmen | %    |
| ------------------------------------ | ---------------------------- | ---------------------------------- | ------- | ---- |
|                                      | Polo delle Libertà           | Forza Italia                       | 18.387  | 21,8 |
| Lega Nord                            | Polo delle Libertà           | 13.897                             | 16,5    |      |
| ↳ Gesamt                             | Polo delle Libertà           | 32.284                             | 38,4    |      |
|                                      | Progressisti                 | Partito Democratico della Sinistra | 9.316   | 11,1 |
| Federazione dei Verdi                | Progressisti                 | 5.269                              | 6,3     |      |
| Partito della Rifondazione Comunista | Progressisti                 | 4.066                              | 4,8     |      |
| Partito Socialista Italiano          | Progressisti                 | 1.505                              | 1,8     |      |
| ↳ Gesamt                             | Progressisti                 | 20.156                             | 23,9    |      |
|                                      | Alleanza Nazionale           | Alleanza Nazionale                 | 13.542  | 16,1 |
|                                      | Patto per l’Italia           | Partito Popolare Italiano          | 12.851  | 15,3 |
|                                      | Lista Marco Pannella         | Lista Marco Pannella               | 4.839   | 5,7  |
|                                      | Partito della Legge Naturale | Partito della Legge Naturale       | 490     | 0,6  |
| Gesamt                               | Gesamt                       | Gesamt                             | 84.162  | 100  |
|                                      |                              |                                    |         |      |
| Ungültige Stimmen                    | Ungültige Stimmen            | Ungültige Stimmen                  | 3.104   | 3,6  |
| Wähler                               | Wähler                       | Wähler                             | 87.266  | 91,4 |
| Wahlberechtigte                      | Wahlberechtigte              | Wahlberechtigte                    | 95.443  |      |
|                                      |                              |                                    |         |      |
| Quelle: Innenministerium             |                              |                                    |         |      |

#### Parlamentswahl 1996

##### Direktstimmen
| Kandidaten               | Kandidaten              | Parteien              | Stimmen | %    |
| ------------------------ | ----------------------- | --------------------- | ------- | ---- |
|                          | Manlio Collavinigewählt | Polo per le Libertà   | 31.608  | 40,0 |
|                          | Claudio Mussato         | L’Ulivo               | 29.492  | 37,3 |
|                          | Carla De Nardo          | Lega Nord             | 15.119  | 19,1 |
|                          | Gianfranco Leonarduzzi  | Lista Pannella-Sgarbi | 2.746   | 3,5  |
| Gesamt                   | Gesamt                  | Gesamt                | 78.965  | 100  |
|                          |                         |                       |         |      |
| Ungültige Stimmen        | Ungültige Stimmen       | Ungültige Stimmen     | 12.821  | 14,0 |
| Wähler                   | Wähler                  | Wähler                | 91.786  | 97,0 |
| Wahlberechtigte          | Wahlberechtigte         | Wahlberechtigte       | 94.589  |      |
|                          |                         |                       |         |      |
| Quelle: Innenministerium |                         |                       |         |      |

##### Listenstimmen
| Parteien                                          | Parteien                             | Parteien                             | Stimmen | %    |
| ------------------------------------------------- | ------------------------------------ | ------------------------------------ | ------- | ---- |
|                                                   | Polo per le Libertà                  | Forza Italia                         | 17.295  | 21,8 |
| Alleanza Nazionale                                | Polo per le Libertà                  | 14.005                               | 17,7    |      |
| CCD – CDU                                         | Polo per le Libertà                  | 4.051                                | 5,1     |      |
| ↳ Gesamt                                          | Polo per le Libertà                  | 35.351                               | 44,7    |      |
|                                                   | L’Ulivo                              | Partito Democratico della Sinistra   | 10.745  | 13,6 |
| Popolari per Prodi (PPI – SVP – PRI – UD – Prodi) | L’Ulivo                              | 7.892                                | 10,0    |      |
| Federazione dei Verdi                             | L’Ulivo                              | 3.825                                | 4,8     |      |
| ↳ Gesamt                                          | L’Ulivo                              | 22.462                               | 28,4    |      |
|                                                   | Lega Nord                            | Lega Nord                            | 15.263  | 19,3 |
|                                                   | Partito della Rifondazione Comunista | Partito della Rifondazione Comunista | 5.025   | 6,3  |
|                                                   | Fiamma Tricolore                     | Fiamma Tricolore                     | 766     | 1,0  |
|                                                   | Nord Libero Autonomia                | Nord Libero Autonomia                | 290     | 0,4  |
| Gesamt                                            | Gesamt                               | Gesamt                               | 79.157  | 100  |
|                                                   |                                      |                                      |         |      |
| Ungültige Stimmen                                 | Ungültige Stimmen                    | Ungültige Stimmen                    | 8.508   | 9,7  |
| Wähler                                            | Wähler                               | Wähler                               | 87.665  | 92,7 |
| Wahlberechtigte                                   | Wahlberechtigte                      | Wahlberechtigte                      | 94.589  |      |
|                                                   |                                      |                                      |         |      |
| Quelle: Innenministerium                          |                                      |                                      |         |      |

#### Parlamentswahl 2001

##### Direktstimmen
| Kandidaten               | Kandidaten              | Parteien           | Stimmen | %    |
| ------------------------ | ----------------------- | ------------------ | ------- | ---- |
|                          | Manlio Collavinigewählt | Casa delle Libertà | 34.104  | 46,9 |
|                          | Marco Belviso           | L’Ulivo            | 27.503  | 37,8 |
|                          | Marco Tronti            | Italia dei Valori  | 4.311   | 5,9  |
|                          | Paolo Gandolfo          | Lista Emma Bonino  | 3.797   | 5,2  |
|                          | Gabriele Damiani        | Democrazia Europea | 3.033   | 4,2  |
| Gesamt                   | Gesamt                  | Gesamt             | 72.748  | 100  |
|                          |                         |                    |         |      |
| Ungültige Stimmen        | Ungültige Stimmen       | Ungültige Stimmen  | 4.793   | 6,2  |
| Wähler                   | Wähler                  | Wähler             | 77.541  | 83,1 |
| Wahlberechtigte          | Wahlberechtigte         | Wahlberechtigte    | 93.298  |      |
|                          |                         |                    |         |      |
| Quelle: Innenministerium |                         |                    |         |      |

##### Listenstimmen
| Parteien                       | Parteien                             | Parteien                               | Stimmen | %    |
| ------------------------------ | ------------------------------------ | -------------------------------------- | ------- | ---- |
|                                | Casa delle Libertà                   | Forza Italia                           | 18.769  | 25,3 |
| Alleanza Nazionale             | Casa delle Libertà                   | 12.276                                 | 16,6    |      |
| Lega Nord                      | Casa delle Libertà                   | 4.733                                  | 6,4     |      |
| CCD – CDU                      | Casa delle Libertà                   | 1.725                                  | 2,3     |      |
| ↳ Gesamt                       | Casa delle Libertà                   | 37.503                                 | 50,6    |      |
|                                | L’Ulivo                              | La Margherita (Dem – PPI – RI – Udeur) | 14.461  | 19,5 |
| Democratici di Sinistra        | L’Ulivo                              | 7.308                                  | 9,9     |      |
| Il Girasole (FdV – SDI)        | L’Ulivo                              | 1.685                                  | 2,3     |      |
| Partito dei Comunisti Italiani | L’Ulivo                              | 1.217                                  | 1,6     |      |
| ↳ Gesamt                       | L’Ulivo                              | 24.671                                 | 33,3    |      |
|                                | Italia dei Valori                    | Italia dei Valori                      | 3.837   | 5,2  |
|                                | Lista Emma Bonino                    | Lista Emma Bonino                      | 2.975   | 4,0  |
|                                | Partito della Rifondazione Comunista | Partito della Rifondazione Comunista   | 2.958   | 4,0  |
|                                | Democrazia Europea                   | Democrazia Europea                     | 1.993   | 2,7  |
|                                | Abolizione Scorporo                  | Abolizione Scorporo                    | 65      | 0,1  |
|                                | Terzo Polo per l’Autonomia           | Terzo Polo per l’Autonomia             | 53      | 0,1  |
| Gesamt                         | Gesamt                               | Gesamt                                 | 74.055  | 100  |
|                                |                                      |                                        |         |      |
| Ungültige Stimmen              | Ungültige Stimmen                    | Ungültige Stimmen                      | 3.628   | 4,7  |
| Wähler                         | Wähler                               | Wähler                                 | 77.683  | 83,3 |
| Wahlberechtigte                | Wahlberechtigte                      | Wahlberechtigte                        | 93.298  |      |
|                                |                                      |                                        |         |      |
| Quelle: Innenministerium       |                                      |                                        |         |      |

## Von 2017 bis 2020

### Wahlkreisgebiet
Zum Wahlkreis gehören 42 Gemeinden: Bagnaria Arsa, Bicinicco, Buttrio, Campoformido, Carlino, Castions di Strada, Chiopris-Viscone, Cividale del Friuli, Cordovado, Corno di Rosazzo, Gonars, Latisana, Lignano Sabbiadoro, Manzano, Marano Lagunare, Moimacco, Morsano al Tagliamento, Mortegliano, Muzzana del Turgnano, Palazzolo dello Stella, Palmanova, Pavia di Udine, Pocenia, Porpetto, Pozzuolo del Friuli, Pradamano, Precenicco, Premariacco, Remanzacco, Rivignano Teor, Ronchis, San Giorgio di Nogaro, San Giovanni al Natisone, San Vito al Torre, Santa Maria la Longa, Talmassons, Tavagnacco, Torviscosa, Trivignano Udinese, Udine, Varmo und Visco.

### Wahlergebnisse

#### Parlamentswahl 2018
| Kandidaten               | Kandidaten               | Stimmen | %    | Listen                                      | Stimmen | %    |
| ------------------------ | ------------------------ | ------- | ---- | ------------------------------------------- | ------- | ---- |
|                          | Daniele Moschionigewählt | 69.594  | 43,4 | Lega                                        | 41.058  | 25,6 |
| Forza Italia             | Daniele Moschionigewählt | 69.594  | 43,4 | 18.168                                      | 11,3    |      |
| Fratelli d’Italia        | Daniele Moschionigewählt | 69.594  | 43,4 | 8.222                                       | 5,1     |      |
| Noi con l’Italia – UDC   | Daniele Moschionigewählt | 69.594  | 43,4 | 2.146                                       | 1,3     |      |
|                          | Domenico Balzani         | 38.368  | 23,9 | Movimento 5 Stelle                          | 38.368  | 23,9 |
|                          | Francesco Martines       | 37.274  | 23,2 | Partito Democratico                         | 30.001  | 18,7 |
| +Europa                  | Francesco Martines       | 37.274  | 23,2 | 5.845                                       | 3,6     |      |
| Civica Popolare          | Francesco Martines       | 37.274  | 23,2 | 741                                         | 0,5     |      |
| Italia Europa Insieme    | Francesco Martines       | 37.274  | 23,2 | 687                                         | 0,4     |      |
|                          | Chiara Casasola          | 4.995   | 3,1  | Liberi e Uguali                             | 4.995   | 3,1  |
|                          | Domenico Sguazzino       | 2.336   | 1,5  | CasaPound Italia                            | 2.336   | 1,5  |
|                          | Diego Navarria           | 1.578   | 1,0  | Patto per l’Autonomia                       | 1.578   | 1,0  |
|                          | Federico Corso           | 1.257   | 0,8  | Italia agli Italiani (FN – FT)              | 1.257   | 0,8  |
|                          | Patrizia Bortolotti      | 1.151   | 0,7  | Il Popolo della Famiglia                    | 1.151   | 0,7  |
|                          | Anna Manfredi            | 1.093   | 0,7  | Potere al Popolo!                           | 1.093   | 0,7  |
|                          | Lara Manazzon            | 725     | 0,5  | Partito Valore Umano                        | 725     | 0,5  |
|                          | Maria Camilla Bigliardi  | 559     | 0,3  | 10 Volte Meglio                             | 559     | 0,3  |
|                          | Giacomo Bonetti          | 405     | 0,3  | Per una Sinistra Rivoluzionaria (SRC – PCL) | 405     | 0,3  |
|                          | Sabrina D’Amato          | 389     | 0,2  | Siamo                                       | 389     | 0,2  |
|                          | Giovanni Palumbo         | 305     | 0,2  | Rinascimento MIR                            | 305     | 0,2  |
|                          | Maria Cristina Zanella   | 165     | 0,1  | Lista del Popolo per la Costituzione        | 165     | 0,1  |
|                          | Rosalia Schembri         | 144     | 0,1  | Blocco Nazionale per le Libertà             | 144     | 0,1  |
| Gesamt                   | Gesamt                   | 160.338 | 100  |                                             | 160.338 | 100  |
|                          |                          |         |      |                                             |         |      |
| Ungültige Stimmen        | Ungültige Stimmen        | 5.720   | 3,4  |                                             |         |      |
| Wähler                   | Wähler                   | 166.058 | 76,3 |                                             |         |      |
| Wahlberechtigte          | Wahlberechtigte          | 217.779 |      |                                             |         |      |
|                          |                          |         |      |                                             |         |      |
| Quelle: Innenministerium |                          |         |      |                                             |         |      |

## Seit 2020

### Wahlkreisgebiet
| Wahlkreise – Camera dei deputati – Friaul-Julisch Venetien | Wahlkreise – Camera dei deputati – Friaul-Julisch Venetien | Wahlkreise – Camera dei deputati – Friaul-Julisch Venetien |
| Provinz                                                    | Provinz                                                    | Gemeinden nach Provinzen ⮞ Wahlkreis                       |
| ---------------------------------------------------------- | ---------------------------------------------------------- | ---------------------------------------------------------- |
|                                                            | Provinz Gorizia (25 Gemeinden)                             | alle ⮞ Wahlkreis Triest                                    |
|                                                            | Provinz Pordenone (50 Gemeinden)                           | alle ⮞ Wahlkreis Pordenone                                 |
|                                                            | Provinz Triest (6 Gemeinden)                               | alle ⮞ Wahlkreis Triest                                    |
|                                                            | Provinz Udine (134 Gemeinden)                              | 97 ⮞ Wahlkreis Udine 37 ⮞ Wahlkreis Pordenone              |

Der Wahlkreis umfasst 97 Gemeinden der Provinz Udine (Aiello del Friuli, Aquileia, Artegna, Attimis, Bagnaria Arsa, Basiliano, Bertiolo, Bicinicco, Bordano, Buja, Buttrio, Camino al Tagliamento, Campoformido, Campolongo Tapogliano, Carlino, Cassacco, Castions di Strada, Cervignano del Friuli, Chiopris-Viscone, Cividale del Friuli, Codroipo, Colloredo di Monte Albano, Corno di Rosazzo, Coseano, Dignano, Drenchia, Faedis, Fagagna, Fiumicello Villa Vicentina, Flaibano, Forgaria nel Friuli, Gemona del Friuli, Gonars, Grimacco, Latisana, Lestizza, Lignano Sabbiadoro, Lusevera, Magnano in Riviera, Majano, Manzano, Marano Lagunare, Martignacco, Mereto di Tomba, Moimacco, Montenars, Mortegliano, Moruzzo, Muzzana del Turgnano, Nimis, Osoppo, Pagnacco, Palazzolo dello Stella, Palmanova, Pasian di Prato, Pavia di Udine, Pocenia, Porpetto, Povoletto, Pozzuolo del Friuli, Pradamano, Precenicco, Premariacco, Prepotto, Pulfero, Ragogna, Reana del Rojale, Remanzacco, Rive d'Arcano, Rivignano Teor, Ronchis, Ruda, San Daniele del Friuli, San Giorgio di Nogaro, San Giovanni al Natisone, San Leonardo, San Pietro al Natisone, San Vito al Torre, San Vito di Fagagna, Santa Maria la Longa, Savogna, Sedegliano, Stregna, Taipana, Talmassons, Tarcento, Tavagnacco, Terzo d'Aquileia, Torreano, Torviscosa, Trasaghis, Treppo Grande, Tricesimo, Trivignano Udinese, Udine, Varmo und Visco).

### Wahlergebnisse

#### Parlamentswahl 2022
| Kandidaten                          | Kandidaten             | Stimmen | %    | Listen                                                  | Stimmen | %    |
| ----------------------------------- | ---------------------- | ------- | ---- | ------------------------------------------------------- | ------- | ---- |
|                                     | Walter Rizzettogewählt | 124.120 | 51,6 | Fratelli d’Italia                                       | 76.820  | 31,9 |
| Lega per Salvini Premier            | Walter Rizzettogewählt | 124.120 | 51,6 | 28.455                                                  | 11,8    |      |
| Forza Italia                        | Walter Rizzettogewählt | 124.120 | 51,6 | 16.642                                                  | 6,9     |      |
| Noi Moderati                        | Walter Rizzettogewählt | 124.120 | 51,6 | 2.203                                                   | 0,9     |      |
|                                     | Manuela Celotti        | 59.965  | 24,9 | Partito Democratico – Italia Democratica e Progressista | 42.257  | 17,6 |
| Alleanza Verdi e Sinistra           | Manuela Celotti        | 59.965  | 24,9 | 8.809                                                   | 3,7     |      |
| +Europa                             | Manuela Celotti        | 59.965  | 24,9 | 7.953                                                   | 3,3     |      |
| Impegno Civico – Centro Democratico | Manuela Celotti        | 59.965  | 24,9 | 946                                                     | 0,4     |      |
|                                     | Maria Sandra Telesca   | 22.066  | 9,2  | Azione – Italia Viva                                    | 22.066  | 9,2  |
|                                     | Cesidio Antidormi      | 15.294  | 6,4  | Movimento 5 Stelle                                      | 15.294  | 6,4  |
|                                     | Ketty Rodela           | 7.371   | 3,1  | Italexit per l’Italia                                   | 7.371   | 3,1  |
|                                     | Lucia Giordani         | 4.446   | 1,8  | Italia Sovrana e Popolare                               | 4.446   | 1,8  |
|                                     | Ugo Rossi              | 3.603   | 1,5  | Vita                                                    | 3.603   | 1,5  |
|                                     | Ivan Volpi             | 2.697   | 1,1  | Unione Popolare                                         | 2.697   | 1,1  |
|                                     | Andrea Sponza          | 845     | 0,4  | Alternativa per l’Italia (PdF – Exit)                   | 845     | 0,4  |
|                                     | Elisabetta Romeo       | 361     | 0,1  | Noi di Centro – Europeisti                              | 361     | 0,1  |
| Gesamt                              | Gesamt                 | 240.768 | 100  |                                                         | 240.768 | 100  |
|                                     |                        |         |      |                                                         |         |      |
| Ungültige Stimmen                   | Ungültige Stimmen      | 12.311  | 4,9  |                                                         |         |      |
| Wähler                              | Wähler                 | 253.079 | 67,6 |                                                         |         |      |
| Wahlberechtigte                     | Wahlberechtigte        | 374.129 |      |                                                         |         |      |
|                                     |                        |         |      |                                                         |         |      |
| Quelle: Innenministerium            |                        |         |      |                                                         |         |      |